# Armando Sadiku
Armando Sadiku (ur. 27 maja 1991 w Elbasanie) – albański piłkarz grający na pozycji napastnika w szwajcarskim klubie AC Bellinzona w reprezentacji Albanii.

## Kariera klubowa
Karierę piłkarską Sadiku rozpoczął w klubie Turbina Cërrik. W 2007 roku awansował do kadry pierwszego zespołu. W sezonie 2007/2008 zadebiutował w nim w drugiej lidze albańskiej. W 2009 roku przeszedł do pierwszoligowego Gramozi Erseka. Swój debiut w nim zaliczył 23 sierpnia 2009 w zremisowanym 0:0 domowym meczu ze Shkumbini Peqin. W Gramozi grał przez rok.
W 2010 roku Sadiku przeszedł do KF Elbasani. Zadebiutował w nim 22 sierpnia 2010 w domowym meczu z KF Tirana (1:1). W KF Elbasani grał do końca 2010 roku.
Na początku 2011 roku Sadiku został zawodnikiem szwajcarskiego drugoligowca, FC Locarno. Swój debiut w nim zanotował 13 marca 2011 w przegranym 1:2 wyjazdowym meczu z FC Schaffhausen. W Locarno grał do 2012 roku.
W lipcu 2012 Sadiku przeszedł do FC Lugano, w którym swój debiut zaliczył 30 lipca 2012 w wygranym 4:0 meczu z FC Biel-Bienne, w którym strzelił 2 gole.
W listopadzie 2013 podpisał czteroipółletni kontrakt z FC Zürich obowiązujący od 1 stycznia 2014. W styczniu 2016 wypożyczono go do FC Vaduz. W styczniu 2017 został wypożyczony do końca sezonu do FC Lugano.
12 lipca 2017 podpisał trzyletni kontrakt z Legią Warszawa. W Ekstraklasie zadebiutował 15 lipca 2017 zdobywając bramkę w przegranym 1:3 meczu z Górnikiem Zabrze. Łącznie w sezonie 2017/18 rozegrał w barwach Legii 24 spotkania, w których strzelił 7 goli i zanotował 4 asysty.
31 stycznia 2018 podpisał dwuipółletni kontrakt z hiszpańskim klubem Levante UD. W 2016 wyróżniony tytułem Honorowego Obywatela Elbasanu.
| Sezon   | Klub           | Kraj       | Rozgrywki           | Mecze | Bramki |
| ------- | -------------- | ---------- | ------------------- | ----- | ------ |
| 2007/08 | Turbina Cërrik | Albania    | Kategoria e Parë    | ?     | ?      |
| 2008/09 | Turbina Cërrik | Albania    | Kategoria e Parë    | ?     | ?      |
| 2009/10 | Gramozi Erseka | Albania    | Kategoria Superiore | 28    | 8      |
| 2010/11 | KF Elbasani    | Albania    | Kategoria Superiore | 14    | 5      |
| 2010/11 | FC Locarno     | Szwajcaria | Challenge League    | 11    | 9      |
| 2011/12 | FC Locarno     | Szwajcaria | Challenge League    | 27    | 19     |
| 2012/13 | FC Locarno     | Szwajcaria | Challenge League    | 1     | 0      |
| 2012/13 | FC Lugano      | Szwajcaria | Challenge League    | 32    | 18     |
| 2013/14 | FC Zürich      | Szwajcaria | Challenge League    | 15    | 2      |
| 2014/15 | FC Zürich      | Szwajcaria | Challenge League    | 14    | 3      |
| 2015/16 | FC Zürich      | Szwajcaria | Challenge League    | 14    | 5      |
| 2015/16 | FC Vaduz       | Szwajcaria | Challenge League    | 16    | 7      |
| 2016/17 | FC Zürich      | Szwajcaria | Challenge League    | 12    | 5      |
| 2016/17 | FC Lugano      | Szwajcaria | Challenge League    | 15    | 9      |
| 2017/18 | Legia Warszawa | Polska     | Ekstraklasa         | 12    | 2      |
| 2017/18 | Levante UD     | Hiszpania  | Primera División    | 6     | 0      |

- Stan na 2 czerwca 2018

## Kariera reprezentacyjna
W reprezentacji Albanii Sadiku zadebiutował 29 lutego 2012 roku w przegranym 1:2 towarzyskim meczu z Gruzją, rozegranym w Tbilisi.
19 czerwca 2016 w meczu przeciw reprezentacji Rumunii w trakcie EURO 2016 strzelił dla reprezentacji Albanii pierwszą w historii bramkę w międzynarodowych rozgrywkach klasy mistrzowskiej.

## Sukcesy

### Legia Warszawa
- Mistrzostwo Polski: 2017/2018
- Puchar Polski: 2017/2018